# Wizz (jeu télévisé)
Pour les articles homonymes, voir Wizz.
Wizz était un jeu télévisé québécois animé par Sébastien Benoît et diffusé à Radio-Canada du 12 août 2002 au 6 juin 2003. Sa principale particularité était que les pions de jeu étaient en réalité des personnages animés et qu'ils interagissaient avec les joueurs et l'animateur.
C'est un jeu où les personnages courent et avancent pour les joueurs, sur un parcours du type « serpents et échelles ».
Alors qu'il assistait à la captation d'une série d'épisodes comme membre de l'auditoire, à l'occasion d'une visite organisée par son école secondaire, l'humoriste québécois Arnaud Soly s'est fait exclure du tournage par la production, en raison de ses fanfaronnades espiègles et badines.